# Sandro Svanidze
Pas d'image ? Cliquez ici

a Compétitions nationales et continentales officielles uniquement.

b Matchs officiels uniquement.
Dernière mise à jour le 22 décembre 2020.
Sandro Svanidze (en géorgien : სანდრო სვანიძე), né le 27 octobre 1998, est un joueur géorgien de rugby à XV qui évolue au poste de centre et d'ailier. 

## Biographie
Membre du RC Armazi, il participe avec l'équipe de Géorgie au Championnat d'Europe de rugby à XV des moins de 18 ans 2015, où il va avec son équipe jusqu'en finale. Il est de nouveau rappelé pour l'édition 2016 de la compétition.
En 2016, il dispute son premier match en Didi 10 avec le RC Armazi. Il est ensuite sélectionné pour le mondial junior 2018. 
En 2020, il est intégré dans l'équipe de Géorgie pour disputer la Coupe d'automne des nations. Il est titularisé pour affronter l'Angleterre.
En 2021, il intègre la franchise géorgienne du Black Lion qui évolue en Rugby Europe Super Cup. En club, il quitte l'Armazi qui est relégué en seconde division. Il rejoint le RC Iunkerebi. Il ne reste qu'une saison au Black Lion, et rejoint la saison suivante le RC Batoumi qui effectue un double programme RESC / Didi 10.

## Statistiques

### En sélection
| Année | Compétition                      | Matchs | Points | Essais | Transf. | Drops | Pénal. |
| ----- | -------------------------------- | ------ | ------ | ------ | ------- | ----- | ------ |
| 2020  | Coupe d'automne des nations 2020 | 1      | -      | -      | -       | -     | -      |
| Total | Total                            | 1      | -      | -      | -       | -     | -      |